# Culture corse
 (janvier 2008).
Si vous disposez d'ouvrages ou d'articles de référence ou si vous connaissez des sites web de qualité traitant du thème abordé ici, merci de compléter l'article en donnant les références utiles à sa vérifiabilité et en les liant à la section « Notes et références ».
La culture corse est spécifique à l'île de Corse en mer Méditerranée.

## Époque préhistorique
Dans les années 1970, messieurs De Lanfranchi et Weiss mettent au jour aux alentours de Bonifacio un gisement anthropique massif (le plus important gisement découvert en Corse), estimé à 8 000 ans av. J.-C. (époque mésolithique). Ce qui prouve qu'à cette période correspond l'omniprésence d'une population dans cette zone. 
On pense, au vu des informations disponibles sur l'environnement ainsi que la faune de l'île à cette époque, que cette population était principalement axée sur la pêche ainsi que sur l'élevage d'un tout petit mammifère, le Prolagus (sorte de lapin pas plus gros qu'un rat), dont  les ossements sont également retrouvés en grandes quantités dans la zone. 
Tout porte à croire qu'en 6 000 av. J.-C. (époque néolithique), une population venant d'Italie aurait débarqué sur les rivages du sud de la Corse avant de s'installer durablement, important céréales et animaux domestiques et d'élevage. 
Les premiers rites funéraires semblent être apparus vers 4 000 av. J.-C., comme en témoignent les mégalithes (dolmens et menhirs).

## Antiquité
En 564 av. J.-C. les Phocéens vinrent "coloniser" la partie Est de la Corse, et construisirent l'ancienne Alalia (maintenant appelée Aléria) ainsi qu'un gigantesque comptoir commercial.
Il n'existera pas, pendant plusieurs siècles de contacts proprement dits ni de rivalités entre les "indigènes" présents depuis des millénaires sur l'île (pour la plupart occupant les montagnes et la partie ouest de l'île) et les peuples Phocéens, Étrusques, puis Syracusains installés sur les côtes est. Seule une petite partie de la population déjà présente sur l'île est exposée à ces colonisations successives ; 
Les Romains qui envahirent l'île en 250 av. J.-C. jouèrent un rôle prépondérant dans le développement économique de la Corse. Aléria devient une grande capitale économique, dotée de thermes, de forums et d'une importante base navale. Leur occupation de plus de 700 ans eut le temps d'étendre le latin à toute l'île, qui devint la langue officielle Corse.

## Époque chrétienne
La première basilique est édifiée au IVe siècle. À partir du XIe siècle surgissent une multitude d'édifices religieux.
Les anciens évêchés de Mariana, Sagona, Aiacciu, Aléria et Nebbiu, sont restaurés et on y bâtit des sanctuaires imposants dont deux sont encore en état, Mariana et Nebbiu.
À partir des églises principales, des églises de moindre dimension voire de petites chapelles, apparaissent dans les moindres recoins de l'île. De nos jours, certains de ces édifices ne sont accessibles que par de longues heures de randonnées pédestres voire équestres.

## La Corse « moderne»
En 1768, la Corse devient française à la suite du traité de Versailles, signé entre Gènes et le Roi de France.
Les Corses ne se soumettent pas aussi facilement à la royauté française, des mouvements de « résistance » sont organisés, à leur tête : Pasquale Paoli, ancien général de Corse. Dans les faits, la Corse n'est réellement rattachée à la France qu'en 1769, à la suite de la bataille de Ponte Novu. Pascal Paoli, à la suite de cette défaite, s'exile en Angleterre. En 1794, la Corse rompt tout lien politique avec la France et devient anglaise mais ne le restera que deux ans. En effet, en 1796 les Anglais se retirent de Corse et abandonnent sa gestion, craignant une guerre 
À partir de cette date, la Corse restera française malgré les tentatives de l'État Italien pour la récupérer.
Un des plus grands évènements du XXe siècle sur l'île est l'ouverture de Université de Corse Pascal-Paoli à Corté (Università di Corsica Pasquale Paoli).
Cette petite île de Méditerranée porte encore les marques profondes de ses richesses historiques et culturelles ; ses habitants fiers et de tous temps indépendants portent en eux l'amour de leur culture et de leurs traditions.

## Culture et traditions

### Langue corse
Celle-ci serait  « un faisceau de parlers du groupe italien » et n'est utilisée avec régularité qu'occasionnellement alors que 70 % des habitants savent la parler. Néanmoins, et ce depuis 1974, la langue corse est reconnue comme langue régionale et peut donc être enseignée (comme à l'université de Corte). De nombreux éditeurs régionaux s'efforcent de la promouvoir, en publiant des livres en langue corse. Certains auteurs font preuve d'originalité pour attirer le plus grand nombre d'insulaires et de Corses de la diaspora, avec des concepts novateurs. Citons, entre autres initiatives, un essai de traduction, en langue corse, des textes de Brassens : Brassens, in fole è canzone.

### Musique corse
Elle est avant tout une affaire de voix, de chants profonds, sans âge et transmis de génération en génération. Ils sont portés sur à peu près n'importe quel thème, comme un évènement heureux (mariage) ou un chant guerrier, paysan ou encore une berceuse... Et enfin les chants polyphoniques lors des sérénades et fêtes de village.

### Cuisine corse
- les herbes (majoritairement l'origan la marjolaine et la menthe, mais aussi le thym, le laurier, la sauge...)
- la charcuterie (u figatellu, saucisson épicé, saucisse fumée, échine, filet, saucisse de foie...)
- le gibier (u cignale)
- les viandes
- les soupes (servies en entrée, de légumes, poissons, oignons, ail et plus traditionnellement soupes de gros haricots blancs et herbes mijotées avec du lard et de la viande.)
- les pâtes (servies sous toutes leurs formes et à toutes les sauces : ravioli, cannelloni, lasagne...)
- les poissons et les fruits de mer (rougets, loups, sardines et sans oublier la bouillabaisse)
- les fromages (de chèvre et de brebis)
- le brocciu, prononcé "bròtchiou" (qui est un fromage blanc frais et mousseux)
- les desserts (généralement des fruits tels l'orange ou des pâtisseries dont la spécialité reste le fiadone qui est une sorte de tarte au brucciu et au citron)
- les miels
- les vins et les liqueurs (u limoncinu, u limoncellu)

### Peinture corse
Les fresques du XVe siècle sont dues à l'influence et à la présence des artistes génois et toscans, car à cette époque la Corse dépendant de la ville de Gêne
La peinture corse a connu un certain essor depuis la fin du XIXe siècle, soutenue par l'afflux de touristes, notamment anglais, qui séjournaient l'hiver dans les stations balnéaires de l'île et assuraient une bonne partie de la clientèle. Quelques peintres ont acquis une certaine notoriété : François Lanzi, Léon-Charles Canniccioni, Bassoul, Canavaggio, Dominique Frassati, Corbellini, Capponi... Des collections de peinture reprenant les œuvres de ces artistes sont notamment visibles dans les musées de l'île, comme le musée Fesch à Ajaccio.

### La Nuit des morts en Corse
Le 1er novembre en Corse sont célébrés I Santi  – les saints  – jour de recueillement où les cimetières s’animent vivement afin d'honorer les ancêtres et d'établir un contact avec les morts. Pour repousser les ténèbres et ouvrir la voie aux défunts, on recouvre les tombes de fleurs et de bougies. 
Pendant la nuit de la Toussaint, les morts sont supposés revenir où ils ont vécu. La coutume veut qu’on ajoute un couvert pour le défunt et qu'avant d'aller dormir, on pose sur la table ou au rebord de la fenêtre, un pain et de l’eau, ou bien du lait et des châtaignes. À Bonifacio, on laisse en offrande le célèbre pane di i morti, la pain des morts.